# 王凤祥
王凤祥（1938年3月—），河北邢台人，中华人民共和国政治人物、外交官。
1991年7月任中国驻列宁格勒（后因苏联解体而将名称改回圣彼得堡）总领事。1992年6月9日，中华人民共和国与格鲁吉亚共和国建交。1993年，王凤祥担任首位中华人民共和国驻格鲁吉亚大使。1995年，由李景贤接任，其改任中华人民共和国驻拉脱维亚大使。

## 荣誉

### 勋章奖章
- 三等三星勋章（拉脱维亚，1998年4月8日批准[3]、1999年2月1日于里加颁授[4]）